# Henrik Wessel Platou
Henrik Wessel Platou (31. januar 1918 i Aarhus – 10. marts 1945 i Ryvangen) var en dansk politibetjent og modstandsmand. Han var leder af L-gruppen i Nordjylland. Han blev såret 14. februar 1945 under et forsøg på at udføre en likvidering. Han blev kort tid efter fanget af Gestapo og dømt til døden ved en tysk krigsret. Han blev henrettet d. 10. marts 1945 i Ryvangen, hvor han også er begravet (Mindelunden i Ryvangen).